# Quimiag (Trolebús de Quito)
Quimiag es la sexta parada del Corredor Trolebús, en el sur de la ciudad de Quito. Se ubica en la avenida teniente Hugo Ortiz, intersección con Solanda, en la parroquia Quitumbe. Fue construida durante la administración del alcalde Roque Sevilla e inaugurada durante la administración de Paco Moncayo (2000), como parte de la primera ampliación del sistema hacia el extremo más meridional de la urbe.
Toma su nombre del barrio homónimo en el que se encuentra la estructura, sirviendo al sector circundante.
Su iconografía representa el rostro a la mitad de Quimiag y una lanza que corta la mitad de su rostro.